# Gustav Spangenberg
Gustav Spangenberg (1. februar 1828 i Hamburg—19. oktober 1891 i Berlin) var en tysk maler. Han var bror til Louis Spangenberg.